# Деген, Давид
Давид Деген (нем. David Degen; родился 15 февраля 1983, Листаль, Швейцария) — швейцарский футболист, правый полузащитник. В 2014 году принял решение завершить карьеру игрока.

## Клубная карьера
Деген начал свою детско-юношеского карьеру в местном клубе «Обердорф». В 1996 году он перешёл в молодёжных команду «Базель», играющих в составах (до 18) и (до 21). Он начал свою профессиональную карьеру «Аарау» в 2000 году, но вернулся в «Базель» в 2003 году. В клубе, в течение сезона Суперлиги 2003/04 и 2004/05, Деген выиграл две отечественных титула.

## Достижения
- Чемпион Швейцарии: 2004, 2005, 2008, 2013, 2014
- Обладатель Кубка Швейцарии: 2003, 2008

## Личная жизнь
Его брат-близнец Филипп также был профессиональным футболистом.